# Plava revija
Plava revija je bio hrvatski ilustrirani omladinski mjesečnik iz Zagreba. Izlazio je od 1. rujna 1940. do ožujka 1943. godine. Uređivao ga je Janko Skrbin. Od prvog broja u drugoj godini izlaženja u podnaslovu je stajalo mjesečnik ustaške mladeži, a od broja 6/7 u drugoj godini u podnaslovu je stajalo mjesečnik intelektualne mladeži. Vlasnik i izdavač bili su Konzorcij Plave revije, odnosno Promičba Ustaške mladeži. Uvez je bio meki. Dimenzije su bile 16,5 x 24 cm.
Za Plavu reviju pisala su imena poput Vatroslava Murvara, Jure Boroje, Halid Čaušević, Nikola Šabić, H. Bošnjak, Velimir Pustajec, Spasoje Prcović, Antun Bonifačić, Radovan Latković i dr.

## Vanjske poveznice
- Google Knjige